# Lupin (sèrie de televisió)
Lupin és una sèrie de televisió web de drama, comèdia d'aventures i crim francesa creada per George Kay i François Uzan que es va estrenar a Netflix el 8 de gener de 2021. La sèrie compta de 17 episodis, llançats en tres parts. La història és protagonitzada per Omar Sy en el paper d’Assane Diop, un home que s'inspira en les aventures d’Arsène Lupin, un personatge creat per Maurice Leblanc.
La segona temporada s'ha confirmat per l'estiu de 2021.

## Argument
La història segueix Assane Diop, un home que es troba amb un regal misteriós —un llibre sobre Arsène Lupin— que diu que té el poder d’atorgar-li, mitjançant les seves històries, la manera d'aconseguir riquesa i recursos. Vint-i-cinc anys abans, quan encara era un adolescent, el pare de Diop va morir després de ser acusat d’un delicte que no havia comès. Ara, Assane es proposa venjar-se de la família benestant que va acusar falsament i va causar l'empresonament i mort del seu pare i participa en el robatori d'una joia, ara exposada al Louvre, que pertanyia a la família Pellegrini. Ho fa inspirant-se en el seu personatge favorit: el "gentilhome lladre" Arsène Lupin. A més de les seves activitats il·legals, Assane també intenta tenir més cura del seu fill Raoul, que ara viu amb la seva ex-xicota Claire.

## Repartiment i personatges
- Omar Sy com Assane Diop
- Vincent Londez com a capità Romain Laugier
- Ludivine Sagnier
- Clotilde Hesme
- Nicole Garcia
- Hervé Pierre
- Soufiane Guerrab
- Antoine Gouy
- Fargass Assandé
- Shirine Boutella

## Rodatge
El rodatge va començar a finals del 2019, després de presentar una primera fotografia d'Omar Sy. Els primers tres episodis estan dirigits per Louis Leterrier. Al març del 2020 es va interrompre el rodatge a causa de la Pandèmia de COVID-19, mentre l'equip filmava al Museu del Louvre. Al maig de 2020 s'anuncia que el rodatge començaria de nou el setembre de 2020. Finalment, es va reprendre abans amb, en particular, escenes rodades a Étretat (Seine-Maritime) a finals de juny de 2020. Al juliol, l'equip viatja a l'estació de Villeneuve-Triage, a Val-de-Marne, a bord de l'Orient-Express.
Les escenes que representen l’internat de serveis socials en la joventut d’Assan es roden a l'escola de la Casa d’educació de la Legió d’Honor Les Loges, a Saint-Germain-en-Laye.